# Guido Salvini (giudice)
Guido Salvini (Milano, 11 dicembre 1953) è un ex magistrato italiano, che ha lavorato a lungo presso il tribunale di
Milano.

## Biografia

### I primi anni
Figlio del giudice Angelo Salvini, in gioventù, studente del Liceo - Ginnasio Alessandro Manzoni, aderisce a Milano al gruppo politico Movimento socialista libertario. Studia Giurisprudenza all'Università Statale di Milano, laureandosi nel 1978.
Fin dall'inizio degli anni ottanta è giudice istruttore e poi GIP a Milano.

### L'epoca delpentitismo
Ha condotto le indagini in materia di terrorismo di sinistra (colonna milanese delle B.R., Prima Linea, Autonomia Operaia) e di destra (N.A.R.) nel periodo di applicazione delle leggi sui pentiti e sui dissociati. Nell'ambito di tali indagini sono stati scoperti i responsabili, appartenenti al servizio d'ordine di Avanguardia operaia, dell'omicidio dello studente missino Sergio Ramelli ucciso a colpi di chiave inglese a Milano nel 1975 e sono stati scoperti i responsabili, appartenenti all'Autonomia Operaia, dell'uccisione del brigadiere Antonino Custra in via De Amicis a Milano il 14 maggio 1977.

### Ordine Nuovo e Piazza Fontana
Alla fine degli anni ottanta, dopo la scoperta di Gladio e grazie all'apertura di alcuni archivi dei Servizi di informazione e al manifestarsi in modo più ampio del fenomeno della collaborazione anche nell'area dell'estrema destra eversiva, ha riaperto le indagini sulla strage di piazza Fontana. L'indagine, che ha toccato un ampio arco di episodi precedenti e successivi la strage ha potuto ricostruire, nonostante l'assoluzione delle persone indicate come materiali responsabili della strage, in modo convincente il periodo della strategia della tensione, tanto che anche le sentenze di assoluzione dei singoli imputati indicano esplicitamente nel gruppo neofascista Ordine Nuovo l'organizzatore ed esecutore degli attentati del 12 dicembre 1969.
L'indagine condotta a Milano ha permesso di acquisire nuovi elementi di conoscenza su numerosi eventi dell'epoca (il golpe Borghese, la strage di via Fatebenefratelli del 17 maggio 1973, gli attentati di Reggio Calabria, l'intervento dei servizi segreti italiani e statunitensi nella strategia della tensione) ed è stata una delle principali fonti su cui si è basata la ricostruzione di quel periodo condotta dalla Commissione parlamentare sulle stragi e il terrorismo.

### Criminalità finanziaria
In seguito Salvini si è occupato di casi di criminalità economico-finanziaria (caso Parmalat ed EniPower), del sequestro e dell'omicidio del finanziere Gianmario Roveraro e del terrorismo di matrice fondamentalista islamica.

### Il Caso Abu Omar e lo Scandalo Telecom-Sismi
Nell'ordinanza di custodia cautelare emessa dal giudice Salvini nei confronti di Abu Omar è contenuta la ricostruzione del suo sequestro e le prime intercettazioni da cui è stato possibile comprendere che l'Imam egiziano era stato rapito e trasferito in Egitto da agenti segreti statunitensi.
Inoltre, in qualità di GIP, con un'ordinanza del 2007 il giudice Salvini si è rivolto alla Consulta sollevando eccezione di costituzionalità contro la distruzione della pratica Z0032300 (contenuta in un DVD sequestrato nell'ambito dell'inchiesta Telecom-Sismi) contenente i dati relativi al presunto spionaggio (poi confermato) ai danni di un ex manager della Coca-Cola, che quest'ultimo ha chiesto di poter acquisire agli atti di un procedimento per falsa testimonianza che vede implicato l'amministratore delegato di quell'azienda (poi condannato a due anni, con sentenza confermata fino in Cassazione e passata in giudicato nel 2015). Salvini si è infatti opposto alla distruzione del report illegale, sebbene la legge 281/2006 "Mastella" sulla inutilizzabilità e distruzione dei dossier illeciti suggerisca il contrario.
La Corte costituzionale, con ordinanza n. 12 del 2010, ha restituito gli atti al Gip, osservando che "con la sentenza n. 173 del 2009, questa Corte ha dichiarato la parziale illegittimità costituzionale della norma cui si riferisce l’odierna censura" e che "la pronuncia di questa Corte ha determinato una profonda modificazione del quadro normativo [...] proprio nel senso auspicato dall’attuale rimettente".

### Nuove Brigate Rosse
Nel febbraio del 2007 il giudice Salvini, nell'ambito dell'indagine sulle Nuove Brigate Rosse, ha emesso l'ordinanza di custodia cautelare nei confronti degli appartenenti al Partito Comunista Politico-Militare che avevano ricostituito cellule a Milano ed in Veneto.

### Calcio scommesse
Nel 2010 si è trasferito a Cremona come coordinatore dell'ufficio GIP. In tale sede ha seguito l'indagine sul Calcioscommesse che ha fatto venire alla luce decine di partite di serie A, serie B e Lega Pro truccate pagando i giocatori perché alterassero il risultato e consentissero enormi guadagni ad organizzazioni che scommettevano e facevano scommettere in Europa ed in Asia. Inoltre nella funzione di GUP ha emesso la sentenza nei confronti dei dirigenti della raffineria libica Tamoil che con continui versamenti di idrocarburi aveva inquinato le falde in prossimità del fiume Po provocando un disastro ambientale.
GIP a Milano dal 2017
Rientrato a Milano nel 2017, Salvini ha presieduto il processo nel quale Fabrizio Corona è stato assolto dall'imputazione più gravi e in seguito. Tornato nello stesso anno anche nella funzione di GIP e GUP, ha seguito indagini in materia di 'ndrangheta in Lombardia e ha emesso nel 2021 la sentenza di condanna nei confronti dei cd commercialisti della Lega accusati di peculato nell'ambito delle loro funzioni direttive nell'Ente regionale Lombardia Film Commission.

### Pensionamento
Nel dicembre 2023 è andato in pensione dopo quarant'anni di carriera.

## Altre attività
Guido Salvini ha collaborato negli anni '90 con la Commissione parlamentare d'inchiesta sulle stragi, è stato, tra 2004 e il 2006 consulente della Commissione parlamentare d'inchiesta sull'occultamento dei fascicoli relativi a stragi nazifasciste (il cosiddetto Armadio della vergogna), poi dal 2015 al 2017 consulente della Commissione parlamentare d'inchiesta sul sequestro dell'on. Aldo Moro ed è attualmente consulente della Commissione antimafia.
Affianca all'attività professionale da molti anni con dibattiti ed incontri presso l'università, Enti locali, associazioni e circoli giovanili espressione della società civile, un impegno storico e culturale sui temi della giustizia e della “memoria” come riflessione critica che serve a tenere vivo il nostro recente passato.
Guido Salvini è uno dei pochi magistrati fortemente impegnati sui temi della giustizia, che, per ragioni di indipendenza personale, non aderiscono ad alcuna corrente organizzata della magistratura.
È iscritto come pubblicista all'Ordine dei giornalisti della Lombardia e pubblica regolarmente su alcuni quotidiani articoli sui temi della giustizia, del terrorismo e della difesa della laicità.